# Faculdade de Matemática da PUCRS

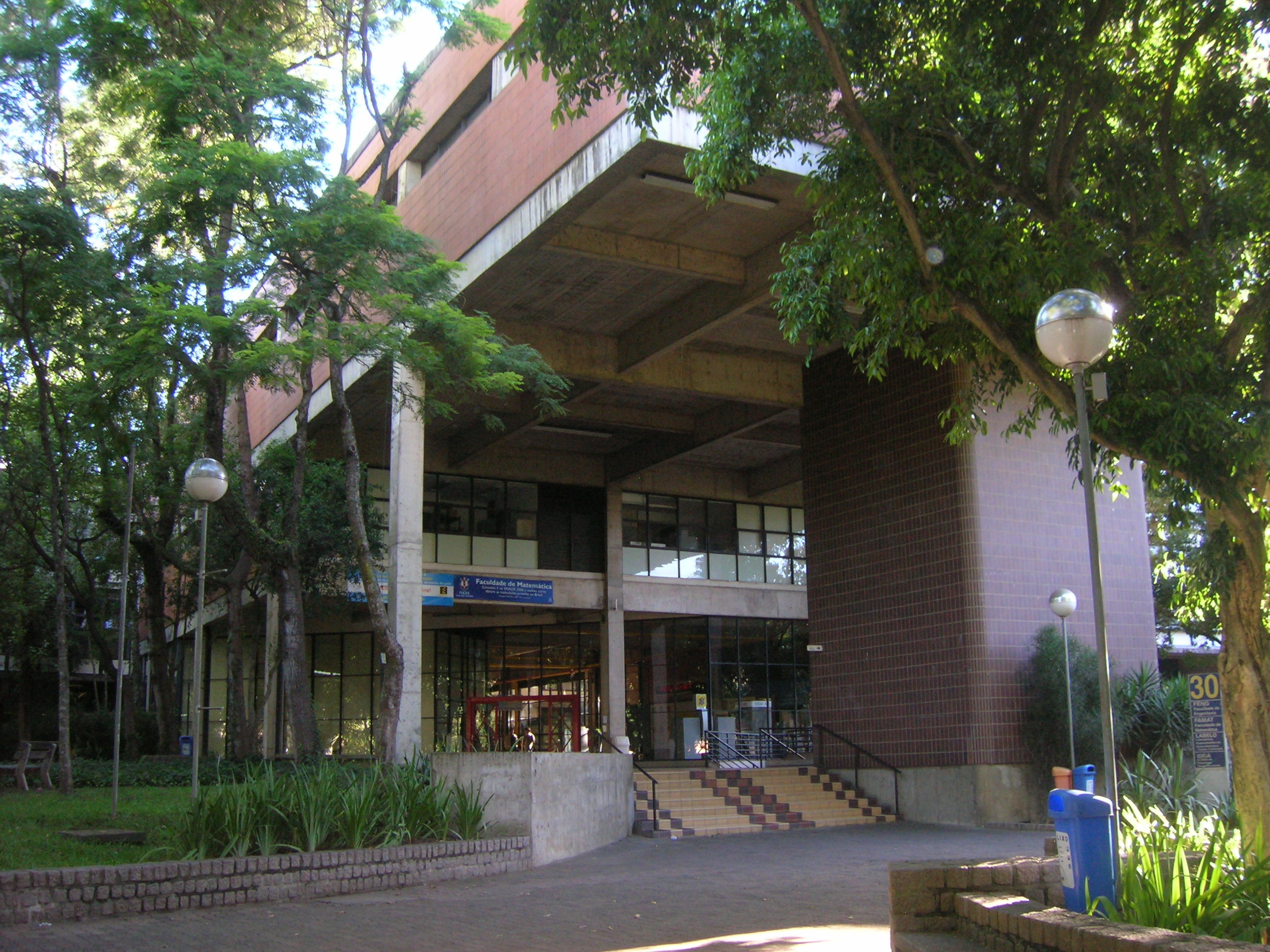
O prédio 30 da Universidade.

A Faculdade de Matemática da PUCRS (FAMAT) é uma das vinte e duas faculdades da Pontifícia Universidade Católica do Rio Grande do Sul (PUCRS).
A Faculdade oferece dois cursos: o de licenciatura em Matemática e o de bacharelado em Matemática Empresarial. Há também o programa de pós-graduação em Educação em Ciências e Matemática.
Em 2008, a FAMAT conquistou o conceito 5 do Exame Nacional de Desempenho dos Estudantes (ENADE), o mais alto da escala de avaliação.
Ocupa o prédio 30 da Universidade, dividindo-o com a Faculdade de Engenharia.